# IEC 60309

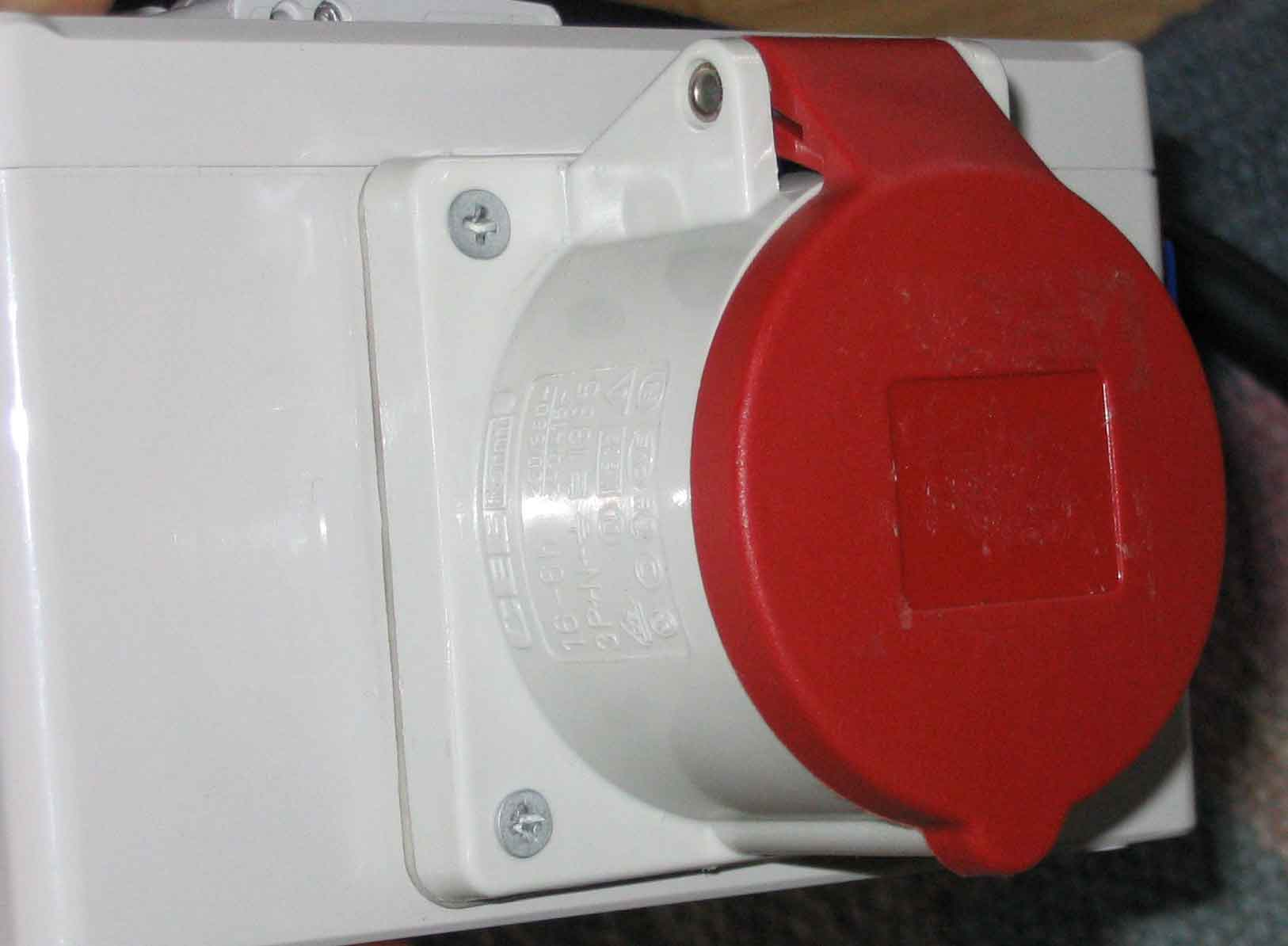
16 A 400 V 3P+N+ Anbausteckdose 6h IP44

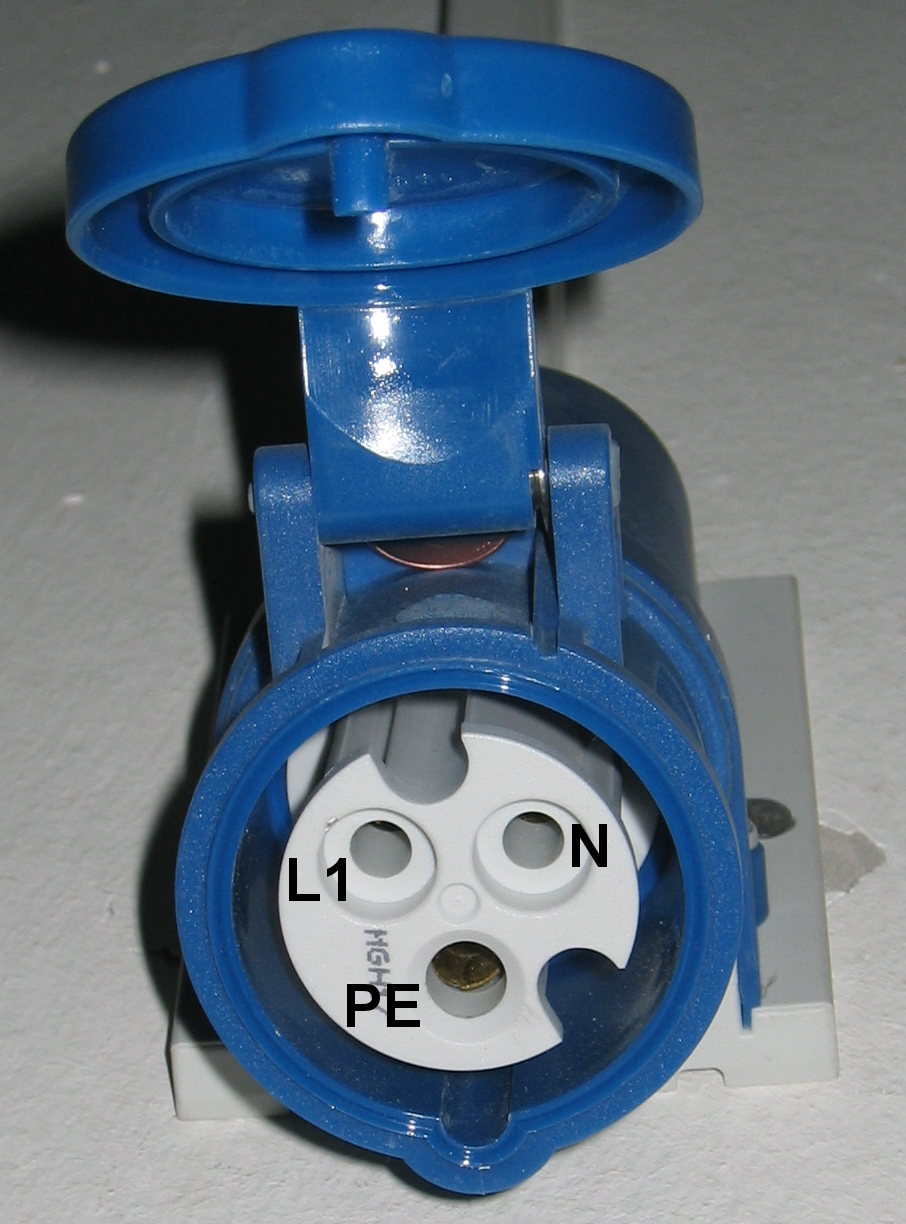
16 A 230 V P+N+ Normkonforme Kontaktbelegung einer Wandaufbausteckdose 6h IP44 („Caravansteckdose“)

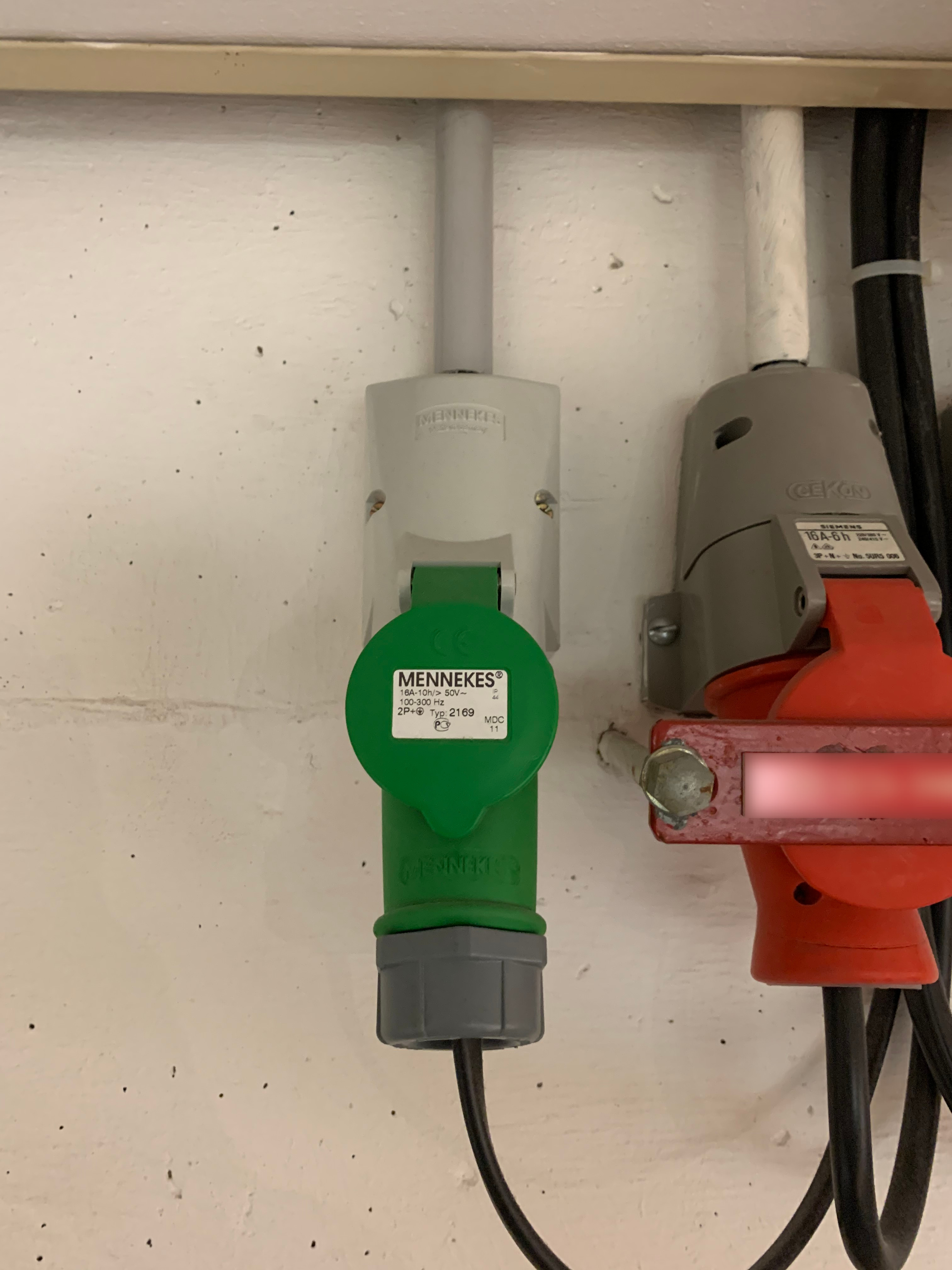
Links grüner CEE-Stecker für 50-500 Volt 16 A 2P+PE 100-300 Hz, rechts roter CEE-Stecker 200/346–240/415 V 16 A 3P+N+PE 50/60 Hz mit vorgeschraubtem Sperrriegel

IEC 60309 (bis 1999 IEC 309) ist eine internationale Norm für „Stecker, Steckdosen und Kupplungen für industrielle Anwendungen“. Er stellt eine Form von Industrie- und Mehrphasenstecker dar.
Teil 1 des Standards beschreibt die allgemeinen Anforderungen an jeden industriell genutzten Steckverbinder. Teil 2 spezifiziert eine Reihe von Steckverbindern mit runden Gehäusen bei unterschiedlicher Anzahl und Anordnung der Kontaktstifte für verschiedene Anwendungen. Die höchstzulässige Spannung beträgt 690 Volt (Gleich- oder Wechselspannung), die maximale Strombelastbarkeit liegt bei 125 Ampere. Die zulässige Betriebstemperatur reicht von −25 bis +40 °C. Die Gestaltung als Kragenstecker bewirkt einen guten mechanischen Schutz der Steckstifte beim Umgang mit den Steckern (Baustellen, Industrie, Landwirtschaft).
Als CEE-Drehstromsteckverbinder, CEE-Steckvorrichtungen oder CeKon-Stecker/Kupplung werden umgangssprachlich die zwei gebräuchlichsten Steckverbinder des Steckersystems bezeichnet: Es sind rote Steckverbinder für Dreiphasenwechselstrom mit Neutral- und Schutzleiter und einer Nennspannung von 400 Volt sowie der blaue Verbindertyp mit nur einem Außenleiter, Neutral- und Schutzleiter für eine Spannung von 230 Volt.

## Standardisierung und Normung
Diese Rundsteckvorrichtung wurde ursprünglich von der CEE (französisch Commission internationale de réglementation en vue de l’approbation de l’équipement électrique) entworfen, die seit 1985 als IECEE (System für Konformitätsbewertungssysteme elektrotechnischer Betriebsmittel und Komponenten) ein Standardisierungsorgan der Internationalen Elektrotechnischen Kommission (IEC) ist. Es war dieselbe Kommission, die auch die Standardisierung der europäischen Netzsteckertypen vorantrieb (CEE-System mit CEE 7/4 alias Schuko-Stecker, CEE 7/5 Frankreich und CEE 7/7 deutsch/französischer Hybridstecker, später dann CEE 7/15 Eurostecker).
Die Rundsteckverbindung basiert auf einem Design der Walterwerke, die diese 1960 als Normierungsvorschlag einreichten. Die Normierung der Industriesteckertypen wurde in der CEE 17 in den 1960er-Jahren durchgeführt, die 1968 im Vereinigten Königreich als BS 4343 sowie später als IEC 309 übernommen und 1999 zur IEC 60309 wurde. Daher kommt auch die aus der englischen „CEE-form plug“ entlehnte Bezeichnung als CEE-Steckverbinder.
Die Normenreihe ist in Deutschland unter der Bezeichnung DIN EN 60309, in Österreich als OEVE/OENORM EN 60309, sowie in der Schweiz als SN EN 60309 genormt. Ebenso führt der VDE diese Norm unter der Klassifikation VDE 0623.
Seit 1. Januar 1975 durften in Westdeutschland keine Drehstromsteckverbinder nach alter Norm DIN 49450 / DIN 49451 (Flachsteckvorrichtung) mehr eingesetzt werden; mit der Wiedervereinigung mussten die in der DDR noch länger existierenden Anlagen bis 1998 auf Rundstecker umgerüstet werden. Während Rundstecker auch die ebenfalls in den 1960er-Jahren entstandenen Perilex-Stecker sein können, wurde zumeist auf die IEC-60309-Stecker umgestellt, da diese sich in Europa und international schon durchgesetzt hatten. In der Schweiz wird für 10 bzw. bis 16 A dagegen der Typ 15 bzw. Typ 25 nach der Norm SN 441011 verwendet; die Verbreitung der CEE-Stecker beschränkt sich dort auf Anlagen höherer Stromaufnahme sowie auf den Camping- & Bootsbereich.

## Steckerbauweise
IEC-60309-2-Steckverbinder existieren in vielen Varianten, wobei sie so entworfen wurden, dass jeweils immer nur der Stecker eines Typs in eine Buchse desselben Typs passt. Des Weiteren ist die Beschaffenheit und der Durchmesser der Verbinder von ihrer Strombelastbarkeit abhängig. Es wird zwischen den Stromstärken 16 A, 32 A, 63 A und 125 A unterschieden. Dadurch ist es nicht möglich, Stecker und Buchsen verschiedener Stromstärken zu verbinden. Die Kontaktstifte bei Steckern für 16 A haben 5 mm Durchmesser, die bei 32 A 6 mm, die bei 63 A 8 mm und die bei 125 A 10 mm Durchmesser. Der Kontaktstift des Schutzleiters hat bei allen Ausführungen einen jeweils 2 mm größeren Durchmesser. Die Stifte sind aus Vollmaterial und bei qualitativ höherwertigen Ausführungen an der Oberfläche vernickelt.
Es existieren Steckverbinder mit drei, vier, fünf oder sieben Kontakten. Die Sonderbauform mit sieben Kontakten entspricht den fünfpoligen Verbindern plus zwei Kontakte für „multifunktionale Anwendungen“ im Industriebereich. Alle Kontaktstifte sind im Gehäuse kreisförmig angeordnet (bei siebenpoligen Varianten mit einem Kontakt im Mittelpunkt des Kontaktkreises).
Bei der Gestaltung der IEC-60309-2-Steckverbinder wurde auf die Unverwechselbarkeit von Außenleiter (L) und Neutralleiter (N) sowie auf eine optimale Stromübertragung durch große Kontaktflächen zwischen den Stiften des Steckers und den Buchsen der Dose beziehungsweise Kupplung Wert gelegt. Die Buchsen sind hierzu als geschlitzte Messinghülsen mit Stahl-Spannfedern ausgeführt, so dass fast die gesamte Zylindermantelfläche zum Stromübergang zwischen Buchse und Stift wirksam ist. Unerwünschter Erwärmung bei hoher Strombelastung wird so entgegengewirkt. Als Nachteil kann die vergleichsweise große Einsteck- und Ausziehkraft gesehen werden. Eine zusätzliche Sicherung gegen unerwünschtes Trennen wird durch die Hakenfunktion des federgespannten Klappdeckels der Dose und Kupplung bewirkt.

### Kennfarben
Je nach Nennspannung und Frequenz sind die Gehäuse von Stecker und Kupplung farbig markiert. Die landestypischen Netzspannungen und -frequenzen basieren heute durchgehend auf einer Frequenz von 50 oder 60 Hz, so dass die Gehäusefarbe die Nennspannung bezeichnet. Verbreitet sind dadurch gelb (110 Volt), blau (230 Volt) und rot (400 Volt). Schwarz mit 500 Volt findet man häufiger auf Schiffen.
Bei Frequenzen über 60 Hz (bis 500 Hz) wird die Kennfarbe grün verwendet. Die Kennfarbe grau wird immer dann verwendet, wenn es keine andere passende Kennfarbe für Spannung oder Frequenz gibt. Hieraus ergibt sich folgende Zuordnung der Kennfarben:
| Spannungsebene | Frequenzbereich | Farbe   |
| -------------- | --------------- | ------- |
| 020–25 V       | 0050/60 Hz      | violett |
| 040–50 V       | 0050/60 Hz      | weiß    |
| 100–130 V      | 0050/60 Hz      | gelb    |
| 200–250 V      | 0050/60 Hz      | blau    |
| 380–480 V      | 0050/60 Hz      | rot     |
| 500–690 V      | 0050/60 Hz      | schwarz |
| 20–500 V       | 60–500 Hz       | grün    |
| alle anderen   | alle anderen    | grau    |

### Position des Schutzkontaktes
Die verschiedenen Spannungen und Frequenzen der Verbinder werden durch die Lage des Schutzkontaktes festgelegt. Der Schutzleiter befindet sich in einer von zwölf möglichen Positionen, aufgeteilt in 30°-Schritten im Uhrzeigersinn. Position 6 ist dabei aus Sicht einer Steckerbuchse die unterste Stelle. Diese ist markiert durch eine Außennase am Stecker und die dazugehörige Aussparung an der Steckdose. Des Weiteren ist der Schutzleiter dicker als die restlichen Kontakte. So ist Verpolungssicherheit gewährleistet. Zudem verringert sich der Übergangswiderstand, was gerade beim Schutzleiter lebenswichtig sein kann. Die Position des Schutzleiters ist darüber hinaus auf dem Deckel der Buchse in einem Stundenformat dargestellt. 6h beispielsweise bedeutet, dass der Schutzkontakt auf 6 Uhr, also an Position 6 angeschlossen ist.

### Stecker für Spannungen bis 50Volt
Stecker für Spannungen bis 50 Volt haben keinen Schutzkontakt. An dessen Stelle haben die Stecker eine Hilfsnase (und die Buchsen eine Aufnahme dafür), die wie die Hauptnase bei 6 Uhr ausgeformt ist, aber auf dem Umfang unterschiedliche Positionen einnehmen kann. Die Stecker und Kupplungen sind dadurch gegen Verpolung geschützt und können für Gleichspannung eingesetzt werden. Das Kupplungsteil ist beispielsweise violett gefärbt.

### Typentabelle
In der Norm IEC 60309 sind keine genaue Spezifikationen hinsichtlich der Farben angegeben.
| Lage des Schutz- kontaktes | Anzahl der Kontakte                                         | Anzahl der Kontakte                                         | Anzahl der Kontakte                                         | Anzahl der Kontakte                                         | Anzahl der Kontakte                                               | Anzahl der Kontakte                                         |
| Lage des Schutz- kontaktes | 3 2L+PE oder L+N+PE                                         | 3 2L+PE oder L+N+PE                                         | 4 3L+PE                                                     | 4 3L+PE                                                     | 5 3L+N+PE                                                         | 5 3L+N+PE                                                   |
| Lage des Schutz- kontaktes | Spannung                                                    | Gehäusefarbe                                                | Spannung                                                    | Gehäusefarbe                                                | Spannung                                                          | Gehäusefarbe                                                |
| -------------------------- | ----------------------------------------------------------- | ----------------------------------------------------------- | ----------------------------------------------------------- | ----------------------------------------------------------- | ----------------------------------------------------------------- | ----------------------------------------------------------- |
| 1h                         | Alle nicht aufgeführten Betriebsspannungen und/oder -ströme | Alle nicht aufgeführten Betriebsspannungen und/oder -ströme | Alle nicht aufgeführten Betriebsspannungen und/oder -ströme | Alle nicht aufgeführten Betriebsspannungen und/oder -ströme | Alle nicht aufgeführten Betriebsspannungen und/oder -ströme       | Alle nicht aufgeführten Betriebsspannungen und/oder -ströme |
| 2h                         | >50 V, 300–500 Hz, nur 16 A/32 A                            | grün                                                        | >50 V, 300–500 Hz, nur 16 A/32 A                            | grün                                                        | >50 V, 300–500 Hz, nur 16 A/32 A                                  | grün                                                        |
| 3h                         | 50–250 V Gleichspannung                                     | grau                                                        | 380 V, 50 Hz, nur 16 A/32 A 440 V, 60 Hz, nur 16 A/32 A 1   | rot                                                         | 220/380 V, 50 Hz, nur 16 A/32 A 250/440 V, 60 Hz, nur 16 A/32 A 1 | rot                                                         |
| 4h                         | 100–130 V, 50–60 Hz                                         | gelb                                                        | 100–130 V, 50–60 Hz                                         | gelb                                                        | 57/100–75/130 V, 50–60 Hz                                         | gelb                                                        |
| 5h                         | 277 V, 60 Hz                                                | grau                                                        | 600–690 V, 50/60 Hz                                         | schwarz                                                     | 347/600–400/690 V, 50/60 Hz                                       | schwarz                                                     |
| 6h                         | 200–250 V, 50–60 Hz                                         | blau                                                        | 380–415 V, 50/60 Hz                                         | rot                                                         | 200/346–240/415 V, 50/60 Hz                                       | rot                                                         |
| 7h                         | 480–500 V, 50–60 Hz                                         | grau                                                        | 480–500 V, 50/60 Hz                                         | grau                                                        | 277/480–288/500 V, 50/60 Hz                                       | grau                                                        |
| 8h                         | > 250 V Gleichspannung                                      | grau                                                        | —                                                           | —                                                           | —                                                                 | —                                                           |
| 9h                         | 380–415 V, 50–60 Hz                                         | rot                                                         | 200–250 V, 50/60 Hz                                         | blau                                                        | 120/208–144/250 V, 50/60 Hz                                       | blau                                                        |
| 10h                        | —                                                           | —                                                           | > 50 V, 100–300 Hz                                          | grün                                                        | —                                                                 | —                                                           |
| 11h                        | —                                                           | —                                                           | 440–460 V, 60 Hz 2                                          | rot                                                         | 250/400–265/460 V, 60 Hz 2                                        | rot                                                         |
| 12h                        | 50/60 Hz 3                                                  | grau                                                        | 50/60 Hz 3                                                  | grau                                                        | —                                                                 | —                                                           |

| Lage der Hilfsnase | Anzahl der Kontakte                                                            | Anzahl der Kontakte                                       |
| Lage der Hilfsnase | 2P                                                                             | 3P                                                        |
| ------------------ | ------------------------------------------------------------------------------ | --------------------------------------------------------- |
| 2h                 | 20–25 V und 40–50 V, 300 Hz grünes Gehäuse                                     | 20–25 V und 40–50 V, 300 Hz grünes Gehäuse                |
| 3h                 | 20–25 V und 40–50 V, 400 Hz grünes Gehäuse                                     | 20–25 V und 40–50 V, 400 Hz grünes Gehäuse                |
| 4h                 | 40–50 V, 100–200 Hz grünes Gehäuse                                             | 40–50 V, 100–200 Hz grünes Gehäuse                        |
| 10h                | 20–25 V Gleichspannung violettes Gehäuse 40–50 V Gleichspannung weißes Gehäuse | —                                                         |
| 11h                | 20–25 V und 40–50 V, > 400 Hz (bis 500 Hz) grünes Gehäuse                      | 20–25 V und 40–50 V, > 400 Hz (bis 500 Hz) grünes Gehäuse |
| 12h                | 40–50 V, 50/60 Hz weißes Gehäuse                                               | 40–50 V, 50/60 Hz weißes Gehäuse                          |
| keine              | 20–25 V, 50/60 Hz violettes Gehäuse                                            | 20–25 V, 50/60 Hz violettes Gehäuse                       |

### Schutzart
Alle Steckverbinder müssen so gestaltet sein, dass sie mindestens die Schutzart IP44 erfüllen. Ab einem Bemessungsstrom von 125 A ist die Schutzart IP67 vorgeschrieben. Um die Schutzart IP67 zu erreichen, wird in der Regel ein ringförmiger Bajonettverschluss mit Dichtungsring verwendet.
Auch Steckverbinder der kleineren Bemessungsstromstärken werden in Schutzart IP67 angeboten. Steckverbinder der Schutzart IP44 sind unempfindlich gegenüber Regenwasser, dürfen aber nicht in Wasser eingetaucht oder einem Wasserstrahl ausgesetzt werden.

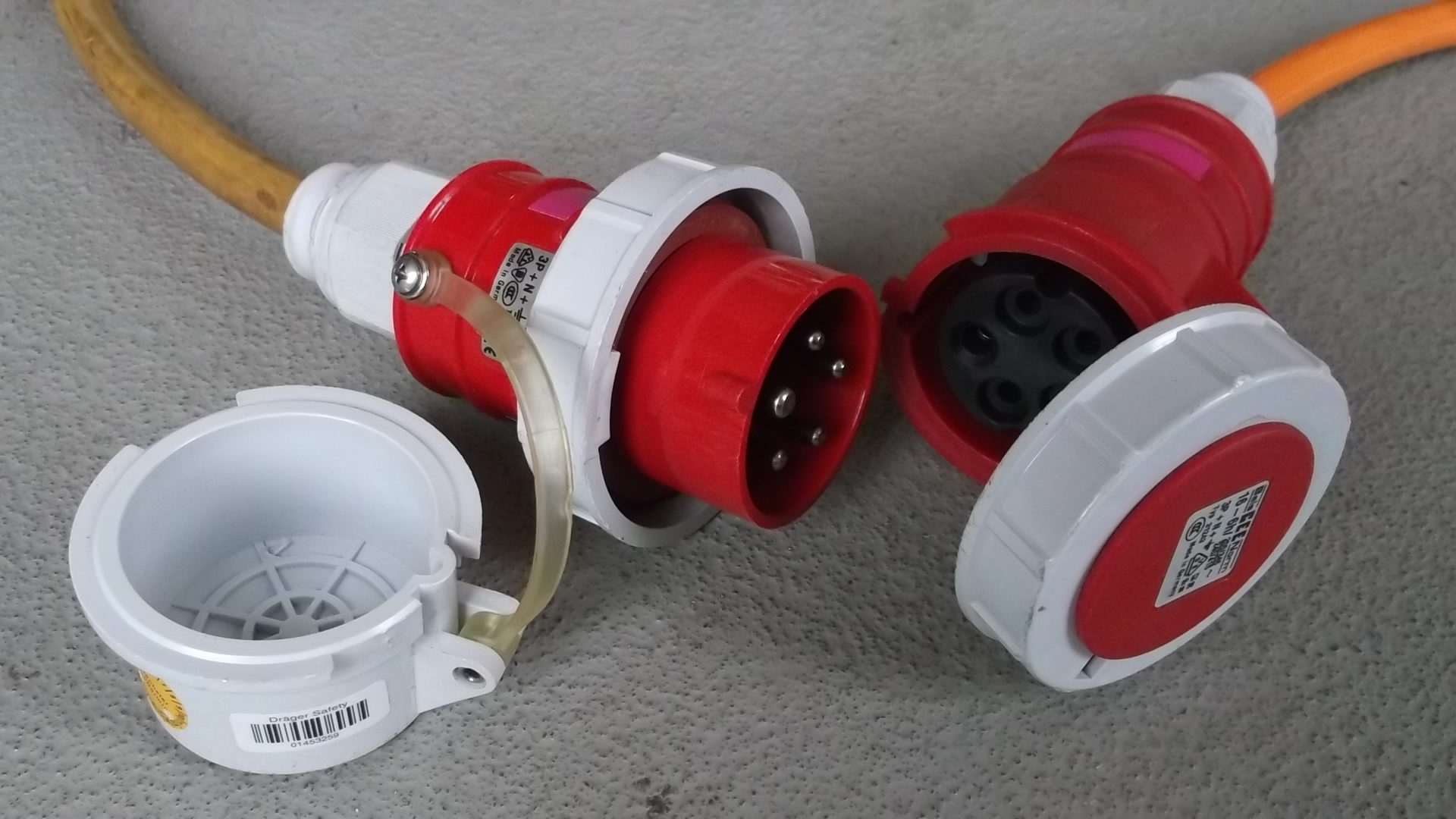
CEE-Stecker und -Kupplung 400 V 16 A 6h; IP67 (strahlwasserdicht)
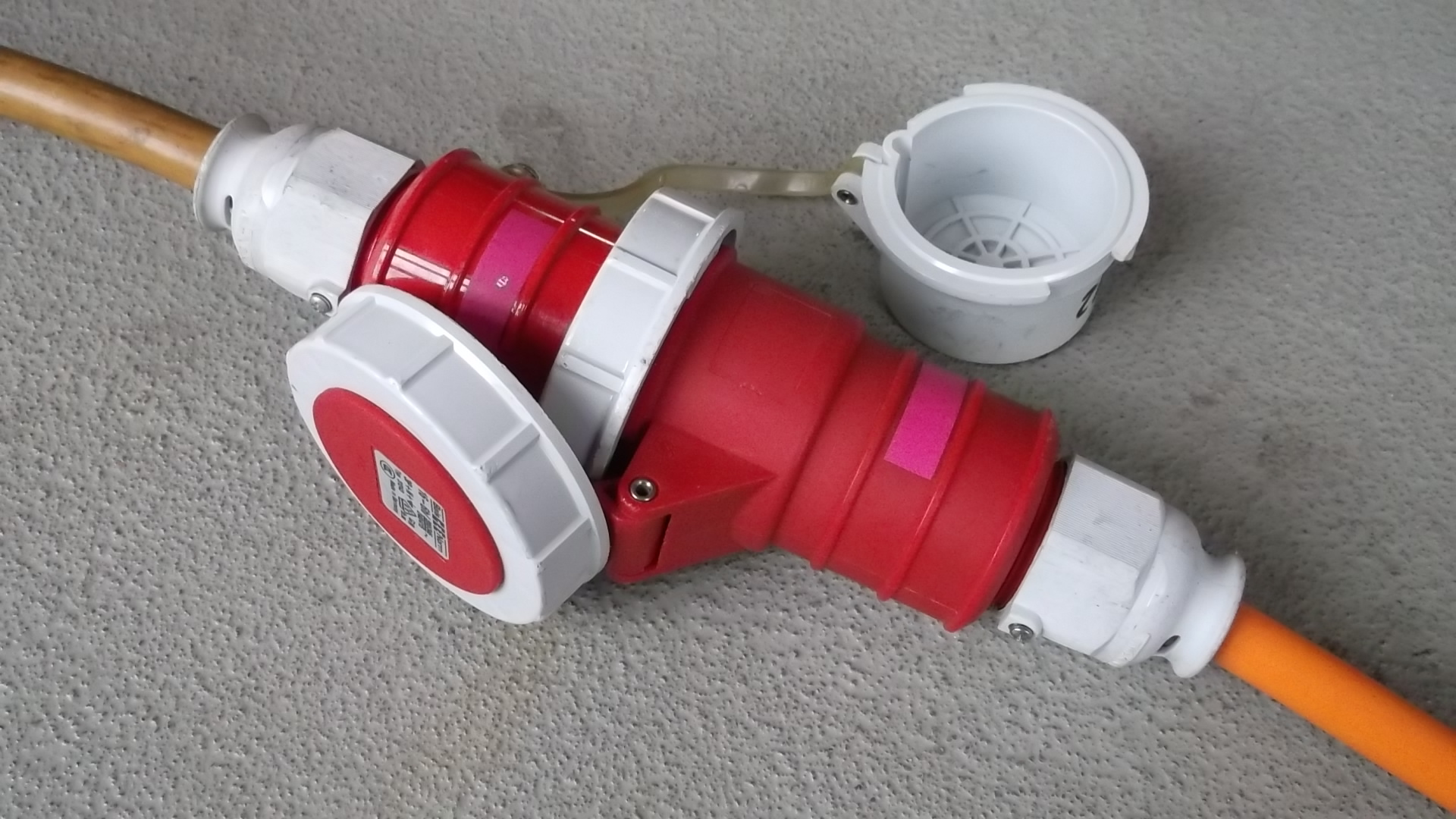
Zusammengesteckte Drehstromleitungsverbindung
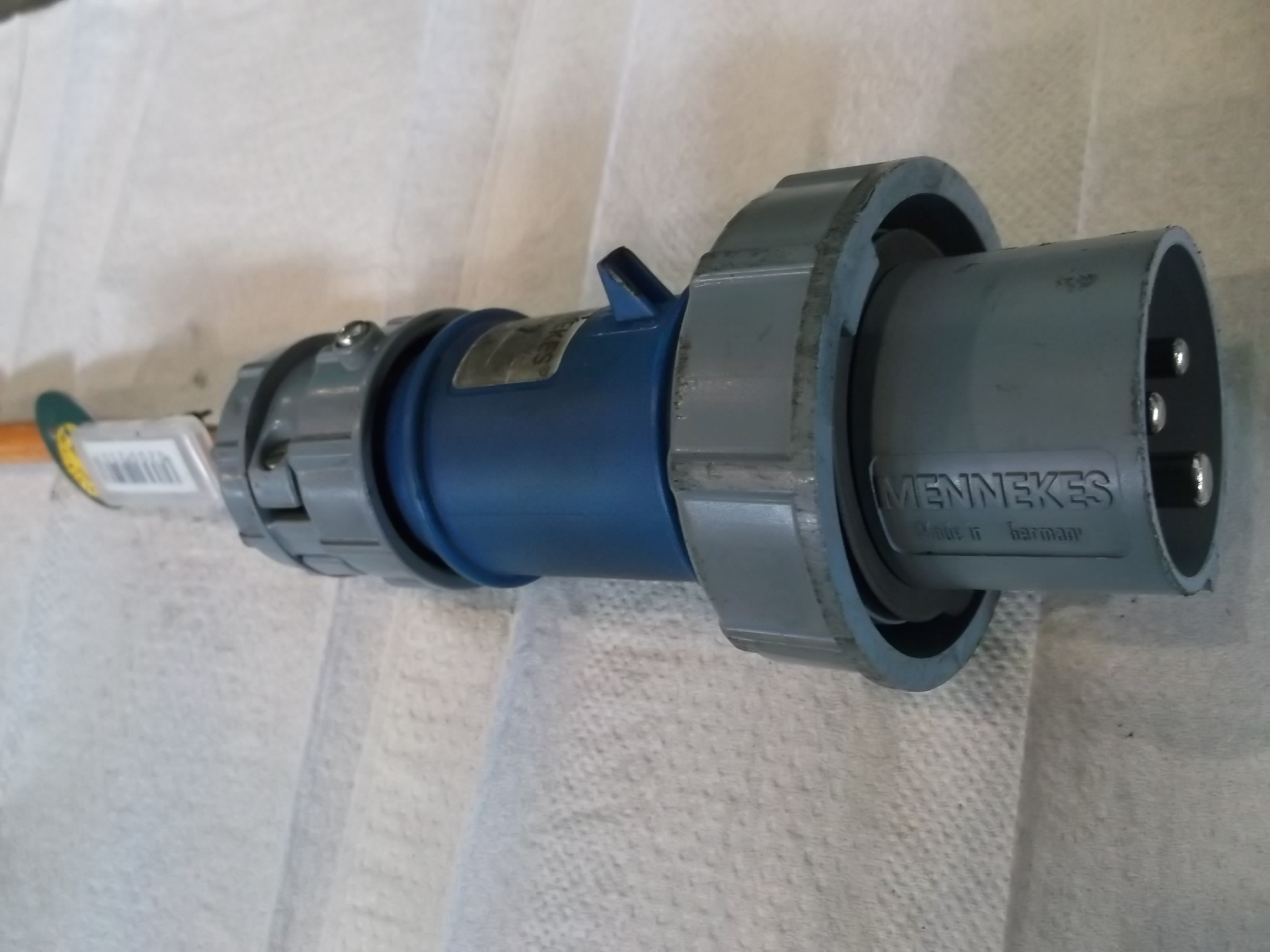
230V-Stecker in IP67-Ausführung mit Bajonettverschlussring
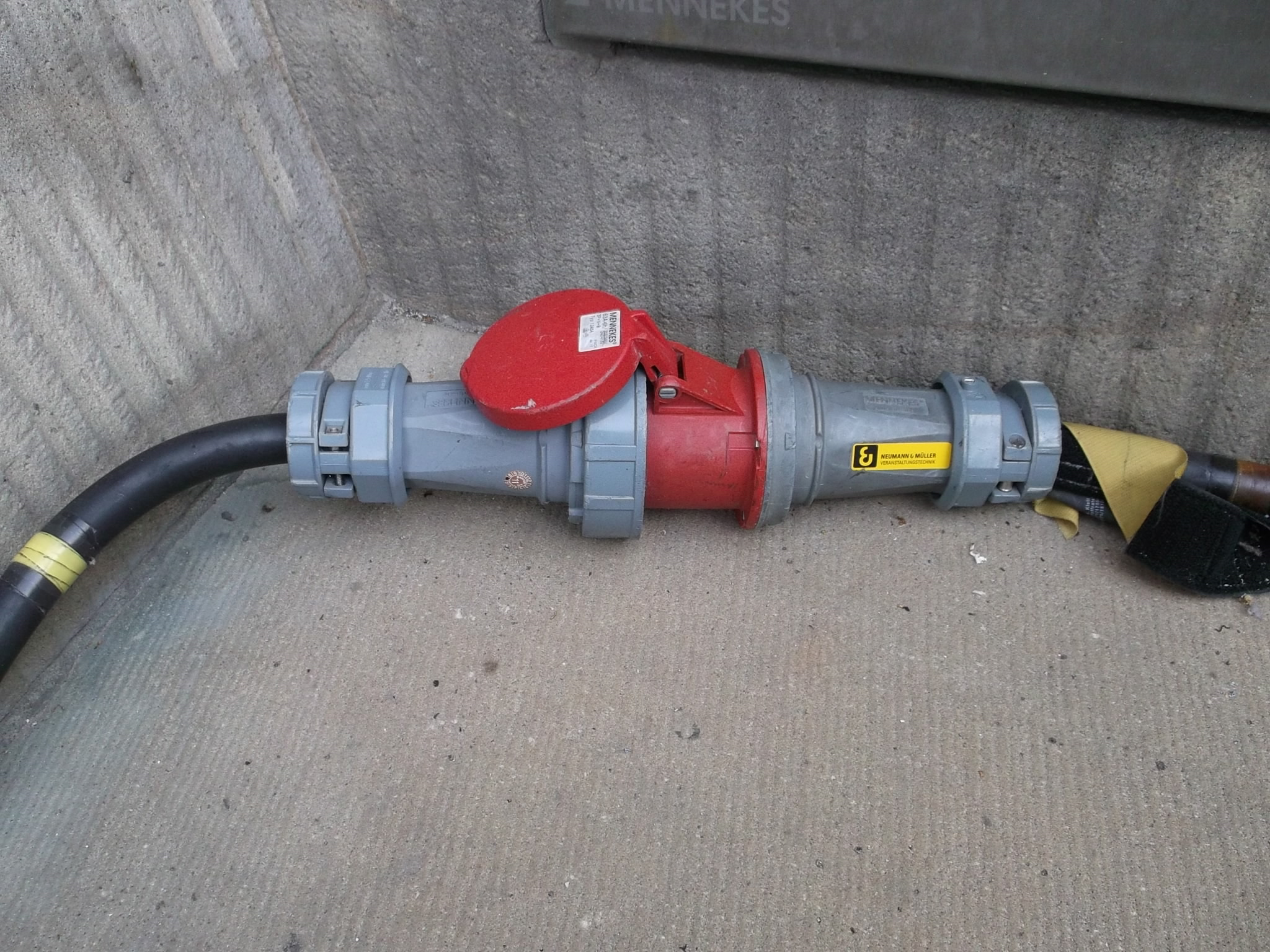
63-A-CEE-Steckverbindung mit Bajonettverschluss in Schutzart IP67

### Pilotkontakt

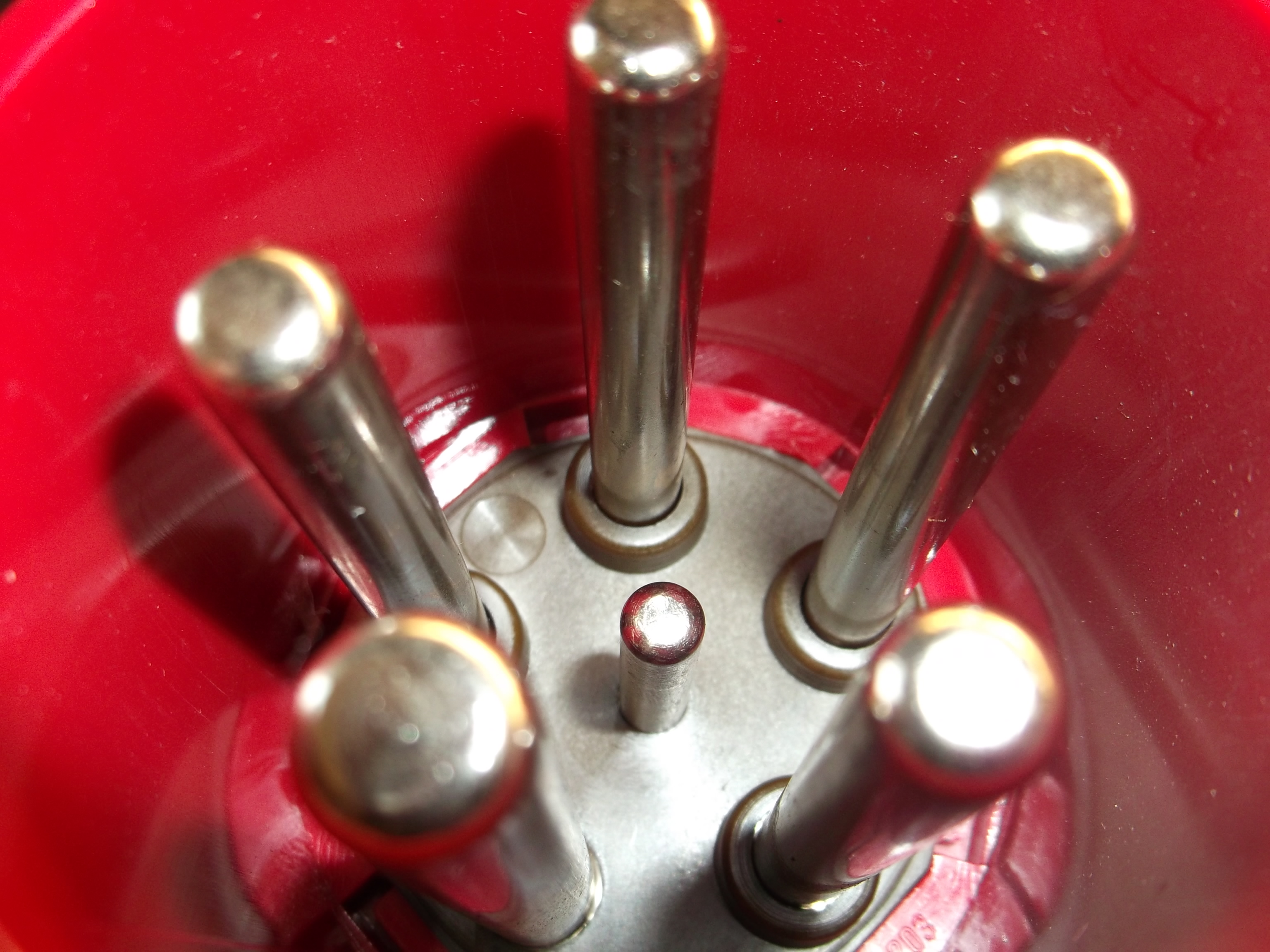
CEE-Stecker 63 A 6h mit Pilotkontakt

Das Unterbrechen eines unter Last stehenden Stromkreises durch das Trennen der Steckverbindung bewirkt einen Schaltlichtbogen zwischen Stift und Buchse, der zum Verschleiß der Kontakte und eventuell zu einer Gefährdung der ausführenden Person führen kann.
IEC-60309-Steckverbindungen ab der 63-A-Ausführung sehen darum optional einen mittigen Pilotkontakt vor, der kürzer ist als die restlichen Kontakte und dazu dient, den Stromfluss beim Abziehen des Steckers zu unterbrechen, bevor es zu einem Schaltlichtbogen kommt. Dies kann geschehen, indem über den Pilotkontakt ein Steuerstrom fließt, dessen Unterbrechung ein Schütz auslöst, das seinerseits den Haupt-Stromkreis unterbricht.

## Häufig verwendete Typen
Die verbreitetsten Typen sind CEE blau L+N+PE und CEE rot 3L+N+PE. Auf den Steckergehäusen werden manchmal die Außenleiter statt mit dem Buchstaben „L“ für das englische Live, zu deutsch ‚Leiter‘, mit „P“ für ‚Phase‘ bezeichnet – nicht zu verwechseln mit „PE“ Protective Earth, was den Schutzleiter bezeichnet. Die Gehäusefarbe bezieht sich auf die regional verfügbare Netzspannung, bei 110 V gelb, bei 230 V blau und bei 400 V rot. Jeweils vorherrschend sind die 16-Ampere- und 32-Ampere-Versionen.

### L+N+PE, 6h

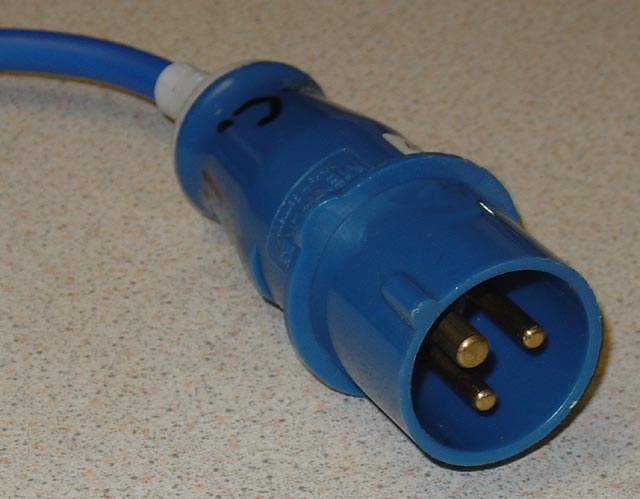
Wechselstromstecker 16 A 230 V L+N+PE 6h IP44, (umgangssprachlich auch „Caravanstecker“)

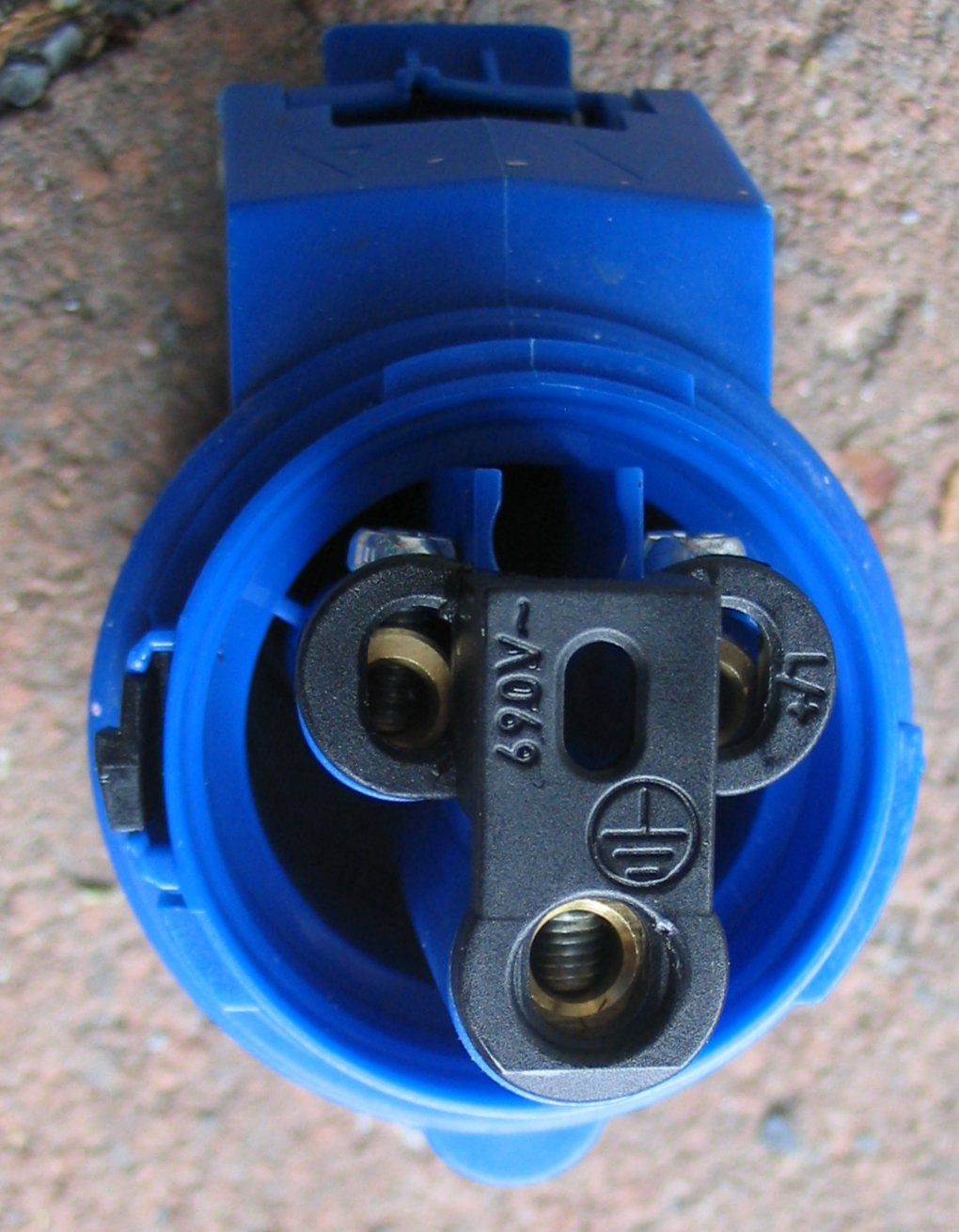
Rückseitiger geöffneter Anschlussraum einer 230-V-Buchse CEE 16 A mit Kennzeichnung der Kontaktbelegung:
L/+: Phase (braun)
: PE (grün-gelb)
ohne Kennzeichnung: Neutral (blau)

Der blaue Steckverbinder „L+N+PE, 6h“ kann für das in europäischen Haushalten übliche einphasige 230-Volt-Wechselstromnetz eingesetzt werden. Der Stecker ist technisch höherwertiger als die in Hausinstallationen üblichen Steckverbindungen (z. B. Schukostecker in Deutschland und Österreich oder SN 441011 (SEV 1011) in der Schweiz):
- mechanischer Schutz der Stifte durch Steckerkragen
- Verpolungsschutz (im Vergleich zu Schuko)
- Stecksicherheit durch Verriegelung
- größere Kontaktflächen
- höherer Kontaktdruck
- dauerhaft strombelastbar bis 16 Ampere (im Vergleich zu Schuko und SN 441011-Typen 12 und 13)
- internationale Normung
- wegen eindeutiger Spezifikation der zu verwendenden Materialien keine „Billigausführungen“
- aufgrund der Schutzart IP44 kann die Steckverbindung auch im Außenbereich verwendet werden
  - (IP4x = Geschützt gegen feste Fremdkörper mit Durchmesser ≥ 1,0 mm & Geschützt gegen den Zugang mit einem Draht)
  - (IPx4 = Schutz gegen allseitiges Spritzwasser)

Für höhere Wechselspannungsstromstärken können größere Ausführungen der blauen Steckverbinder bis 32 A, 63 A und 125 A eingesetzt werden, die jedoch selten anzutreffen sind.
Da die blauen „L+N+PE-6h-Steckverbinder“ in Europa nahezu universell auf Campingplätzen oder in Yachthäfen zu finden sind, werden sie umgangssprachlich oft auch „Campingstecker“ oder „Caravanstecker“ genannt. Auch in Yachthäfen haben sie andere Stecksysteme verdrängt. Außer in der Schweiz finden sie auch in Verkehrs-, Industrie-, Bau- und Gewerbebetrieben Anwendung (u. a. werden hochwertige Serverracks über diese Stecker angeschlossen).
Netzschalter in Endgeräten schalten häufig nur einpolig. Durch die definierte Kontaktbelegung kann im Gegensatz zum Schuko-System mit diesen Steckverbindern sichergestellt werden, dass immer der Außenleiter und nicht der Neutralleiter geschaltet wird. Adapterleitungen von einem Schukostecker auf eine blaue CEE-Wechselstromkupplung sind daher nicht normkonform (Phasensicherheit). Bei Adaptern von einem blauen CEE-Stecker auf eine SN-441011-Kupplung ist bei letzterem zwingend Typ 23 einzusetzen, da nur dieser Typ für 16 A spezifiziert ist.
In der Schweiz sind die CEE-16 A-Steckdosen (entspricht SEV-Typ 63) ausschließlich im Campingbereich und an Bootsanlegestellen zugelassen, anderswo ist der SN-441011-Stecker Typ 23 einzusetzen. Die für 32 A spezifizierten Steckdosen sind in der Schweiz nicht zugelassen, da ein Typ-7-Stecker der veralteten Norm SEV 1011 so in die CEE-Buchse eingesteckt werden kann, dass Kontakt zwischen dem Typ-7-Erdstift und dem Außenleiter der CEE-Buchse hergestellt wird.

### 3L+N+PE, 6h

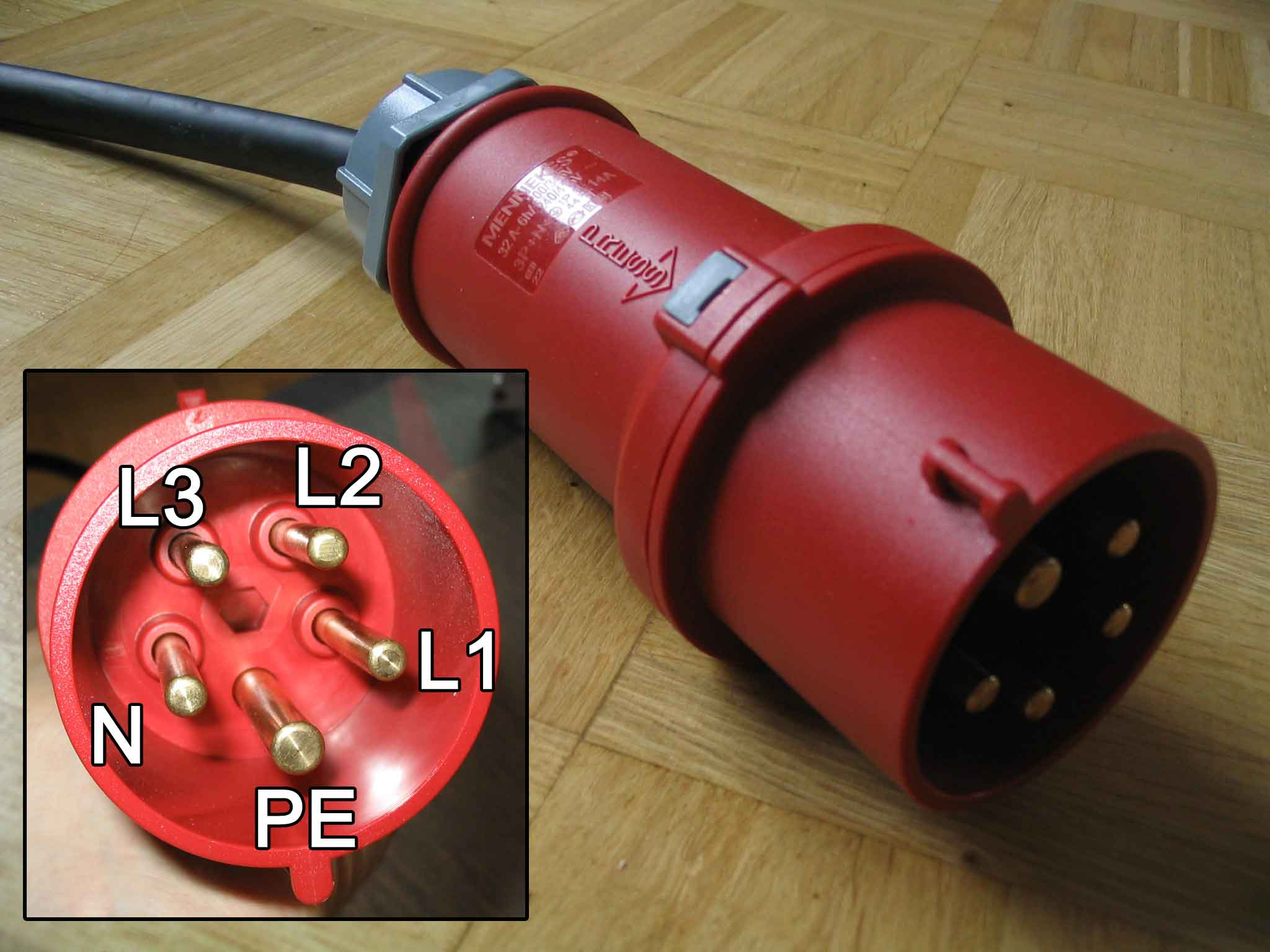
32 A 400 V 3L+N+ 6h-IP44-Stecker

In den meisten europäischen Ländern mit Nutzung von 400-V-Dreiphasenwechselstrom wird bevorzugt der rote Steckverbinder „3L+N+PE, 6h“ verwendet, meist in den Versionen für 16 A und 32 A. Durch die große Verbreitung wird der fünfpolige Stecker im deutschen Sprachraum umgangssprachlich „Drehstromstecker“ genannt (allerdings gibt es in der IEC-60309-Norm auch vierpolige Stecker zur Anbindung von Dreiphasenwechselstrom ohne Neutralleiter). Angewendet wird diese Steckkombination, um „Drehstrom-Verbraucher“ (Baumaschinen, Heizgeräte, Motoren, kleine Werkzeugmaschinen und so weiter) an das Dreiphasenwechselstromnetz anzuschließen. Des Weiteren werden sie bei hohen Stromstärken (wie zum Beispiel Licht- und Tonanlagen in der Bühnentechnik) genutzt.
Die Steckverbindungen sind in den Ausführungen 16 A, 32 A, 63 A und 125 A gebräuchlich. Die Versionen für 16 A und 32 A sehen auf den ersten Blick gleich aus, die für 32 A ist jedoch etwas größer als die für 16 A. Die Steckverbindungen besitzen fünf Kontakte, wobei drei davon die Außenleiter (L1, L2, L3) des Netzes, einer den Neutralleiter (N) und der dickere, voreilende den Schutzleiter (Erdpotential, PE) führt.

### L+N+PE, 4h

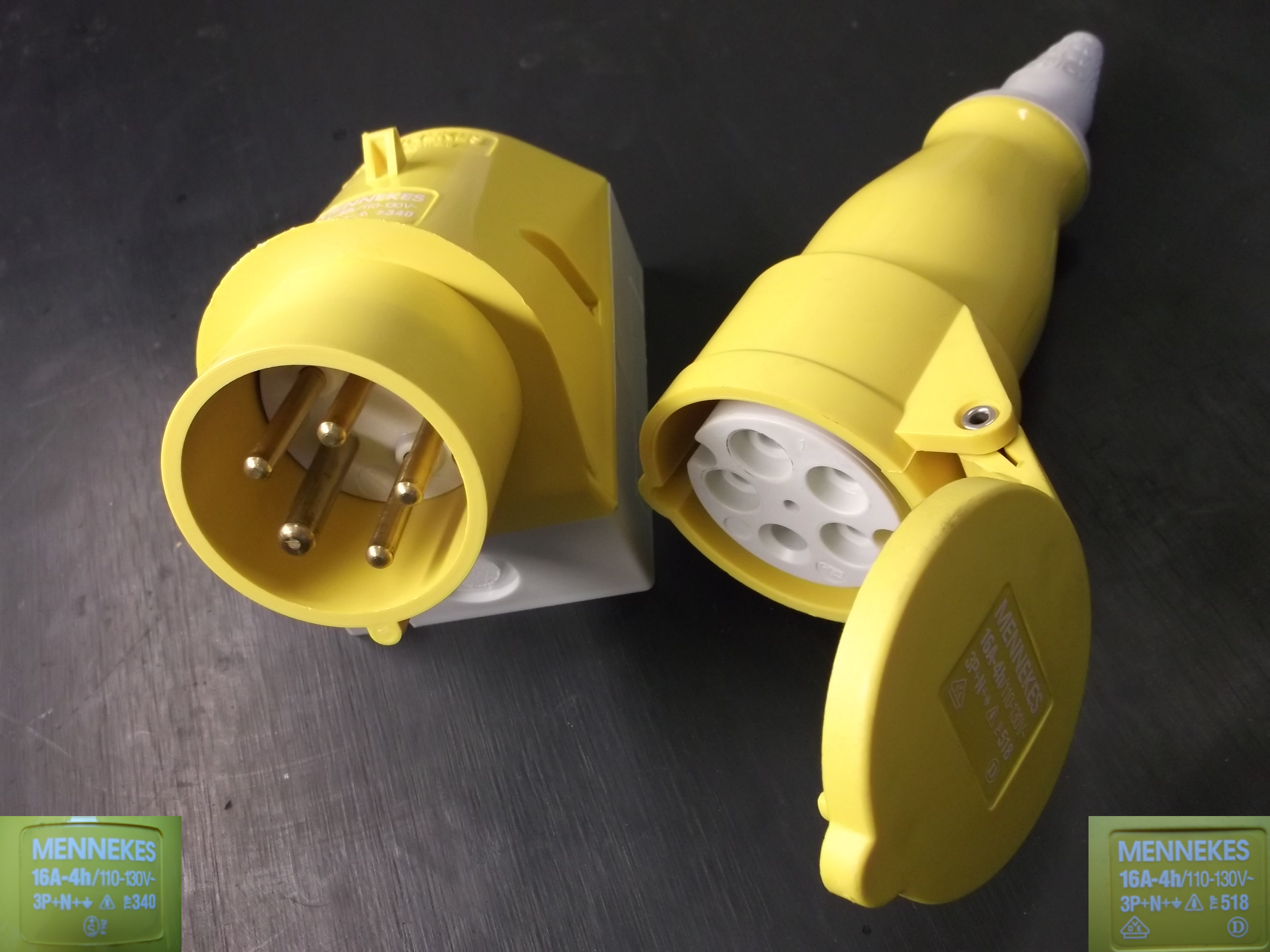
Steckverbinder dreiphasig 3L+N+PE 16 A 4h Gelb

Der einphasige gelbe Steckverbinder „L+N+PE, 4h“ hatte sich in Großbritannien im Außenbereich verbreitet, bevor dort großteils die Spannungsebene von 110 V auf 230 V umgestellt wurde. In weiten – aber abnehmenden – Bereichen ist eine doppelte Spannungseinspeisung (110 V/230 V) im Haushaltsbereich weiterhin üblich. Die IEC-60309-Steckverbinder heißen dort generell „MK Commando“ nach der Stecker-Modellreihe Commando des Herstellers MK Electric.

### 3L+N+PE, 9h

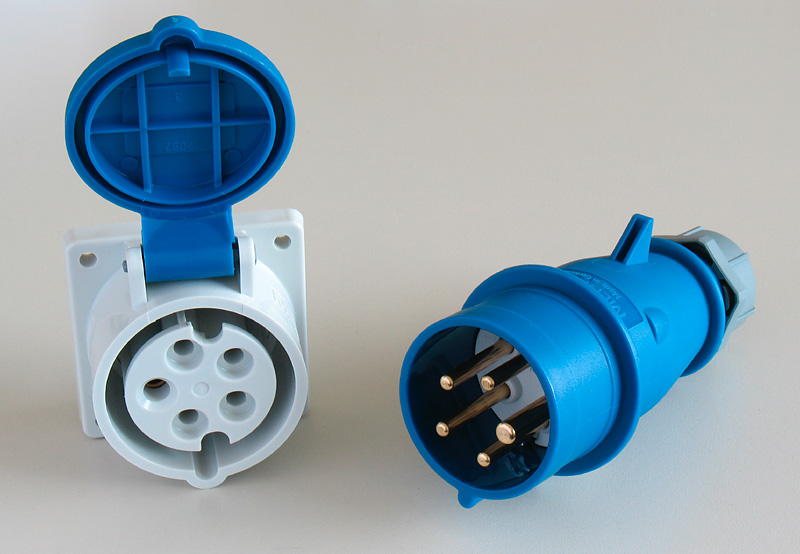
Anbausteckdose und Stecker 16 A 230 V 3L+N+PE 9h IP44

Der blaue Steckverbinder „3L+N+PE, 9h“ ist in den Vereinigten Staaten als Alternative zu den NEMA-Steckern im Außenbereich verfügbar, wird aber auch in anderen Ländern mit 120 V (teilweise auch 110 V) Netzspannung eingesetzt. Insbesondere in der Veranstaltungstechnik ist das Stecksystem verbreitet – allerdings wird hier meist nicht dreiphasiger Strom abgegriffen, sondern es wird mit den in den USA verbreiteten Einphasen-Dreileiternetz-Anschlüssen gearbeitet (in Europa völlig ungebräuchlich). Dabei kann alternativ 120 V zwischen Außenleiter und Neutralleiter abgegriffen werden, oder es wird die doppelte Spannung zwischen zwei Außenleitern mit 240 V genommen. Da für diese beiden Betriebsarten keine drei Außenleiter durchgeleitet werden müssen, gibt es auch noch einen (nicht standardkonformen) gelben vierpoligen Steckverbinder für 120 und 240 V einphasigen Wechselstrom.

### 3L+PE, 6h

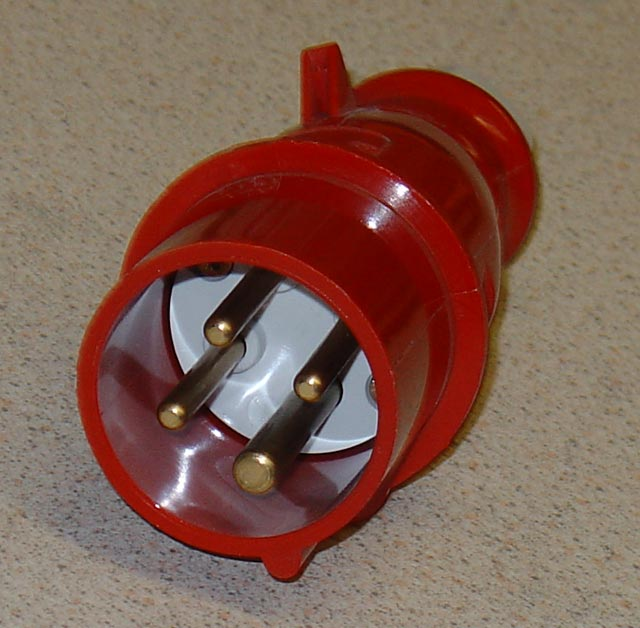
Drehstromstecker 16 A 400 V 3L+PE 6h IP44 ohne Neutralleiter

Drehstrommotoren benötigen für den Betrieb keinen Neutralleiter (umgangssprachlich in Deutschland: „Bauerndrehstrom“), daher gibt es neben dem fünfpoligen Drehstromstecker auch eine vierpolige Variante „3L+PE, 6h“ in rot für 400 Volt dreiphasigen Wechselstrom. In der Praxis finden sich allerdings eher alte vieradrige Kabel mit fünfpoligen Steckern. Deshalb sollte bei unbekannten Kabeln mit fünfpoligen Steckern und Kupplungen durch Messen (zum Beispiel mit einem Durchgangsprüfer) überprüft werden, ob der Neutralleiter mitgeführt ist. Fehlt dieser, arbeiten über dieses Kabel angeschlossene Verbraucher für 230 V nicht – sie benötigen den Neutralleiter. Sind unterschiedliche Geräte an verschiedenen Außenleitern angeschlossen, kann dies zu Überspannung und Zerstörung von Geräten führen. Verlängerungskabel u. ä. mit fünfpoligen Steckverbindern ohne mitgeführten Neutralleiter sind nicht zulässig. Für diesen Zweck stehen vierpolige Steckverbinder zur Verfügung. Anschlusskabel von Maschinen sind häufig vieradrig, wenn die Maschine keinen Neutralleiter benötigt. Dies spart Kupfer und ist unproblematisch, da die Verdrahtung der Maschine keinen Anschluss von zusätzlichen Verbrauchern erlaubt. Der Schutzleiter muss selbstverständlich auch in diesem Fall vorhanden sein, ebenso eine korrekte Schutzleiterverbindung an der speisenden Steckdose. Da beides nicht für die Funktion erforderlich ist, empfiehlt sich auch hier eine Schutzleiterprüfung.

### 7-polig: 3L+N+PE+2Sonderleitungen, Stellung des Schutzleiters je nach Anwendung von 1h bis 12h
7-polige Steckvorrichtungen bieten Lösungen bei mehrfunktionalen Anforderungen in Industrie, Landwirtschaft und Gewerbe.
Zum Beispiel für folgende Funktionen:
Sterndreieck-Anlauf, Regeln, Steuern, Überwachen, Melden, Quittieren, elektrisch Verriegeln.

## Sonderanwendungen

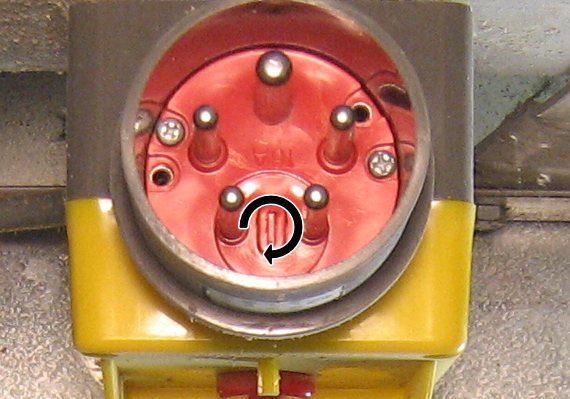
Phasenwender-Stecker

### Phasenwendestecker
Die Verdrahtungsreihenfolge der Außenleiter (Phasenfolge) ist an Steckdosen mit einem Rechtsdrehfeld vorgeschrieben, das heißt mit Sicht auf die Buchse muss im Uhrzeigersinn erst der erste, dann der zweite und schließlich der dritte Außenleiter seine Spannungsspitze erreichen. In der Praxis kann man sich auf die korrekte Phasenfolge nicht immer verlassen, sie wird mangels Prüfwerkzeug wie einem Drehfeldmessgerät oder aus Bequemlichkeit bzw. Unachtsamkeit beim Klemmen nicht immer eingehalten. Deshalb kann es vorkommen, dass Drehstrommotoren sich nicht in der erwarteten Drehrichtung drehen. Abhilfe schafft das Vertauschen zweier Außenleiter, um ein rechtswendiges Drehfeld herzustellen. Bei Phasenwendesteckern kann dies durch Drehen zweier Steckkontakte erfolgen, die hierzu in einem drehbaren Teller gelagert sind.

### Drehrichtungsprüfstecker
Zur Prüfung der richtigen Drehrichtung von Drehstromsteckdosen und Kupplungsanschlüssen bieten mehrere Hersteller Prüfstecker an. Hier ist das Prüfgerät bereits in einem passenden Stecker integriert und es wird direkt durch Glimmlampen oder mehrere LED angezeigt, ob die Phasenfolge richtig oder falsch ist, oder eine Phase stromlos geschaltet ist.

### Adapterleitungen
Adapterleitungen finden Anwendung, wenn eine Verbindung hergestellt werden muss und der gewünschte Steckanschluss vor Ort nicht zur Verfügung steht. Dabei sind viele Varianten und Variationen möglich. Viele Adapter gewährleisten jedoch die elektrischen Schutzmaßnahmen nicht, was zu Stromunfällen mit Personengefährdung und Kabelbrand führen kann.
Soll ein Gerät mit 16-A-Stecker an einer Steckdose mit 32 A angeschlossen werden, so muss durch den Adapter der Überstromschutz und ggf. zusätzlich der Fehlerstromschutz gewährleistet werden. Dies ist zum Beispiel durch einen im Adapter verbauten Leitungsschutzschalter möglich, der den Stromkreis bei Überlast abschaltet. Auch kann ein Fehlerstrom-Schutzschalter im Adapter integriert werden. Der Adapter muss zudem die erforderliche Schutzart der integrierten Schaltgeräte herstellen.
Im Handel werden auch normativ nicht zulässige Adapterleitungen angeboten, die den Anwender (als elektrotechnischen Laien) gefährden können. Dabei können die elektrischen Schutzmaßnahmen wie z. B. der Überstromschutz durch zu hoch abgesicherte Leitungsquerschnitte, der Fehlerstromschutz durch fehlende oder falsch bemessene Fehlerstrom-Schutzschalter oder die Verpolungssicherheit reduziert bzw. aufgehoben werden.
Adapter zum Anschluss an haushaltsübliche Schuko- oder SN 441011-Steckdosen sind häufig nicht dauerhaft mit einem Strom von 16 A belastbar und bieten keine Verpolungssicherheit zwischen Phase und Neutralleiter, die bei CEE-Kupplungen vorgesehen ist.

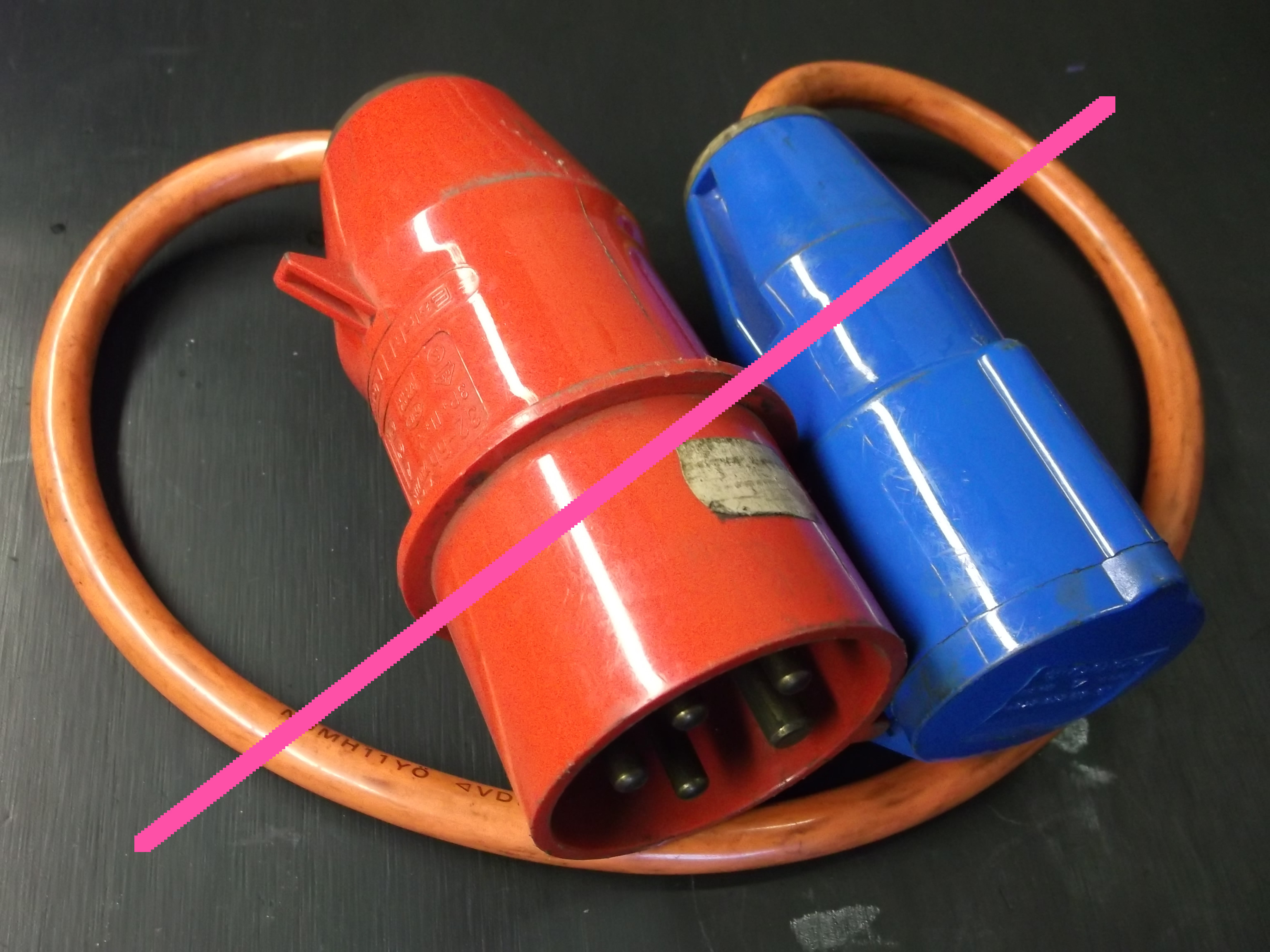
Nicht normkonforme Adapterleitung zum Einstecken in eine 32 A CEE Steckdosen; es fehlt die Untersicherung für die CEE 16 A Verbindung
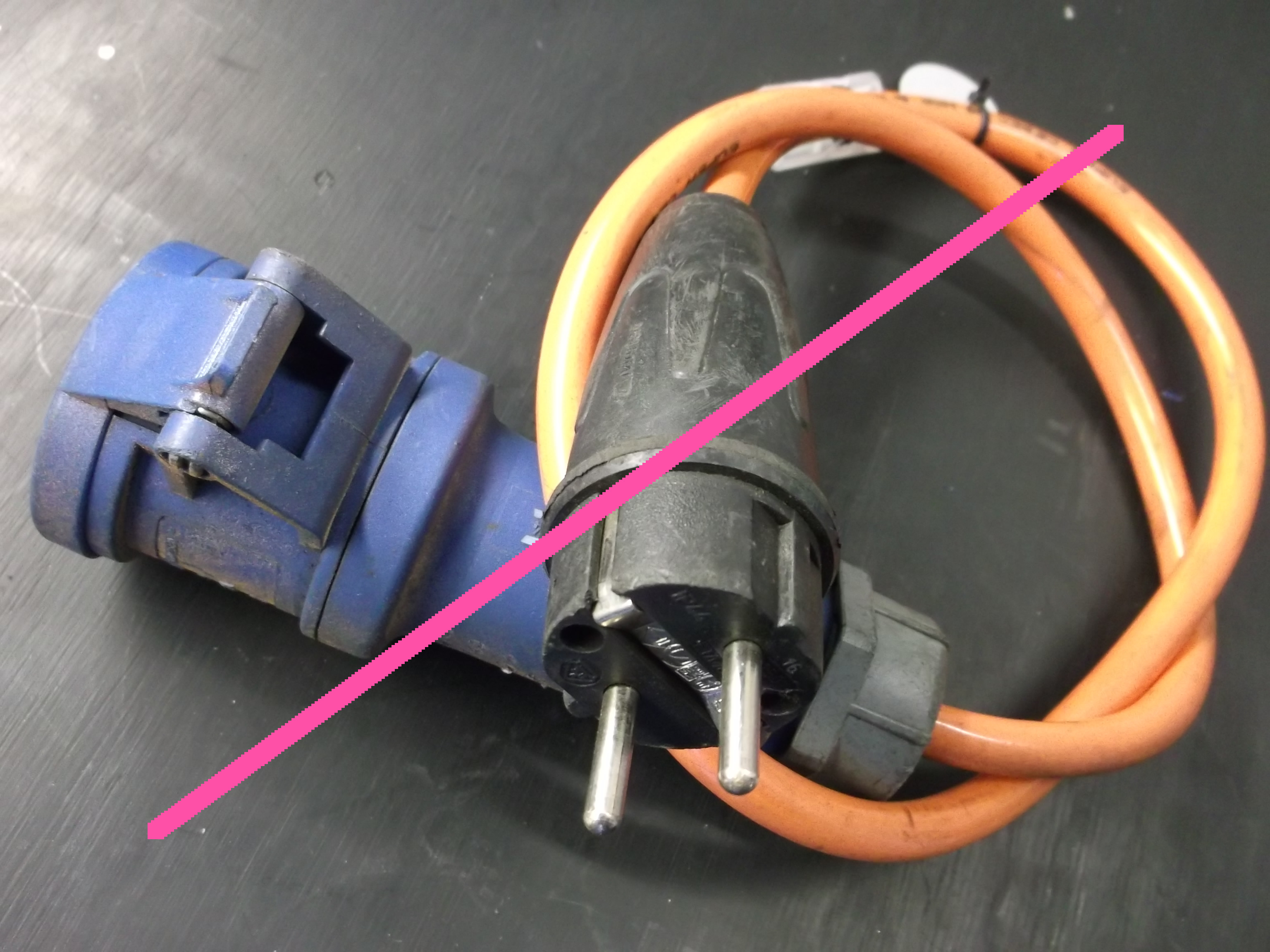
Nicht zulässige Adapterleitung, da der Schuko-Stecker nicht die nach IEC 60309 geforderte Strombelastbarkeit und Verpolungssicherheit erfüllt
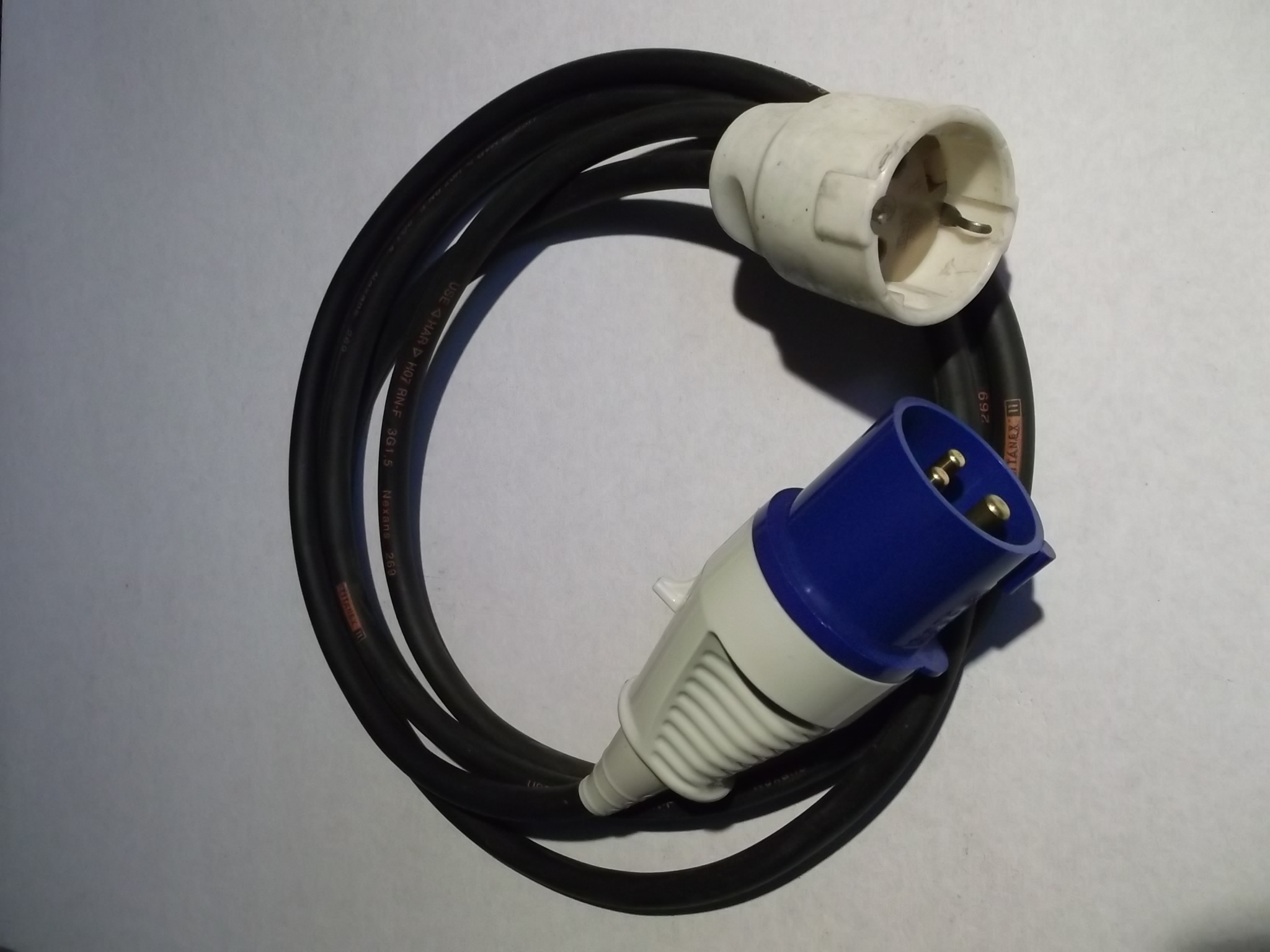
Zulässige 16-A-Adapterleitung von CEE 230 V auf Schuko